# Vegetarian
Vegetarian (en hangul 채식주의자; RR: Chaesikjuuija) es una película surcoreana de 2009, escrita y dirigida por Lim Woo-seong, y protagonizada por Chae Min-seo, Kim Hyun-sung y Kim Yeo-jin.
La película está basada en la novela La vegetariana, publicada en 2007 por la escritora surcoreana Han Kang.

## Sinopsis
Dividida en tres partes, la película narra la historia de Yeong-Hye, una mujer anónima y normal, que no destaca en nada positivo o negativo, pero que después de haber tenido ciertos sueños decide un buen día hacerse vegetariana. Esta decisión desconcierta a su marido y al resto de su familia: su padre intenta en una ocasión alimentarla de carne por fuerza, y su marido finalmente se separa de ella. Mientras tanto, su cuñado Min-ho, un pintor que está pasando por una etapa de depresión, de repente encuentra inspiración artística cuando su mujer, la hermana de Yeong-hye, le dice que tuvo una marca de nacimiento hasta los veinte años.
Según el propio director Lim Woo-seong, «es una obra que expresa la violencia humana expresada por el consumo de carne, la inocencia de los seres humanos expresada en las plantas y una historia familiar en la que la voluntad de un individuo puede ser pisoteada por quienes lo rodean».

## Reparto
- Chae Min-seo como Yeong-hye.[6]
- Hyun sung como Min-ho.
- Kim Yeo-jin como Ji-hye.
- Kim Young-jae como Gil-soo.[7]
- Yoon Ji-hye como Hye-kyung.
- Tae In-ho como Sang-min.
- Choi Jin-ho como el director Park.
- Lee Seung-yeon como la enfermera jefe.
- Park Ji-yeon como enfermera 1.
- Kim Se-young como enfermera 2.
- Son Hee-soon como la madre de Ji-hye.
- Ki Joo-bong como el padre de Ji-hye (aparición especial).

## Producción
Vegetarian es la primera película de Lim Woo-seong, y se rodó en apenas veinte jornadas en un mes, solo en exteriores por causa de su reducido presupuesto. Para adaptarse al personaje, Chae Min-seo tuvo que someterse a una rígida dieta de adelgazamiento. La sesiones de pintura de su cuerpo duraban cada vez ocho horas, en las que debía permanecer de pie sin moverse para no estropear la pintura.

## Estreno
Vegetarian se presentó en el 14.º Festival Internacional de Cine de Busan el 8 de octubre de 2009; se estrenó en sala en Corea del Sur el 18 de febrero de 2010, y obtuvo una audiencia de 3536 espectadores, con una recaudación total de 26 459 000 wones.
Se exhibió también en el 32.º Festival Internacional de Cine de Moscú, el 41.º Festival de Cine de Nashville y el 26.º Festival de Cine de Sundance, donde fue candidata al premio a la mejor película.

## Recepción crítica
Christopher J. Wheeler (HanCinema) señala que la película brilla en algunos aspectos pero adolece de grandes defectos en otros, en particular en el desarrollo narrativo, en el que las escenas parecen empalmadas sin ofrecer causas apropiadas; por ello la considera defectuosa, aunque interesante y prometedora para la carrera de su director, el cual «tiene una gran comprensión del estado de ánimo y la composición, pero su comprensión de la narrativa en esta película fue inestable y redujo el impacto general» de la misma.
James Mudge (Beyond Hollywood) la describe como «una película decididamente artística, un asunto extraño y ambiguo que probablemente desconcertará o frustrará a cualquiera que busque una película promedio de respuestas fáciles» aunque «poética y cautivadora, con algunas imágenes magníficas». Mudge concluye escribiendo: «aunque Vegetarian no es una película para todos, y hasta cierto punto es culpable de pretensión artística, es un esfuerzo audaz, bellamente elaborado y muy original. Lim Woo-seong es tanto un poeta como un director, y la película desafiante debe ser disfrutada por espectadores valientes con un gusto por lo artístico y extravagante».